# Ragnarok DS
Ragnarok DS, conocido en Japón y Corea como Ragnarok Online DS (ラグナロクオンラインDS?  KR: 라그나로크 온라인DS), es un videojuego desarrollado por GungHo Works para Nintendo DS basado en el MMORPG Ragnarok Online, que fue lanzado en Japón el 18 de diciembre de 2008 y 6 meses después en Corea. XSEED Games fue la encargada de localizar el juego para el mercado estadounidense, saliendo a la venta el 16 de febrero de 2010.
GungHo Works, la empresa que mantiene el servidor japonés de Ragnarok Online, ha anunciado que ampliará su negocio para consolas de videojuegos, y Ragnarok es el segundo de tres juegos en ser lanzado para Nintendo DS, junto con Aqua Zone DS y Flower Arrangement DS.

## Modo de juego
Las características del multijugador masivo de los juegos originales no están presentes en esta versión, aun así, soporta hasta tres jugadores simultáneamente en una variedad de mazmorras multijugador.
Dos nuevas clases posiblemente exclusivas se publican junto con este juego: The Dark Knight (El caballero oscuro), (que puede estar relacionado con la clase  Death Knight (Caballero de la Muerte) inédito en la contraparte del MMORPG) y Shaman (Chamán).
El juego sigue las difíciles situaciones que vive el protagonista, Ales en su aventura por el mundo para formar una alianza después de la muerte de su madre. El padre de Ales, que también era un aventurero, está desaparecido desde hace varios años y Ales lo culpa de la muerte de su madre, por no estar presente para cuidar de ella. A lo largo de su camino hacia la fama y la fortuna, conocerá a varios personajes que se unirán a él para realizar una serie de tareas específicas, por lo general resulta en compañía permanente. Después de completar la historia principal hasta un punto, se formará una alianza y se podrá acceder a la opción de almacenamiento, a poder reclutar a nuevos personajes y la opción de editar los personajes que se encuentran en ese momento en el grupo del jugador.
En la torre espejismo, una mazmorra de 50 niveles, cada 5 pisos, el jugador o jugadores, se enfrentarán a un personaje jefe, al cual tendrán que desafiar. Esta torre contiene los objetos más valiosos del juego. Después de vencer a los personajes jefes, se mostrará una pantalla donde se determinará la distribución del botín, la experiencia base y se repartirá la experiencia laboral entre todos los participantes. Los monstruos de dentro de la torre en sí no ofrecen ninguna experiencia. Los aliados controlados por el sistema no pueden entrar en la mazmorra, así que los intentos de un jugador consistirá en sólo el personaje del jugador. Los colores de pelo y el estilo del mismo de los personajes principales, así como el género, pueden ser alterados para jugar en la torre, con cada jefe se desbloquearán más peinados y colores.